# آپاهن
آپاهن (ارمنی: Ապահեն؛ باش‌لی‌بل ترکی آذربایجانی: Başlıbel) یک منطقهٔ مسکونی در جمهوری آرتساخ است که در استان شاهومیان واقع شده‌است.